# Château de Rânes
Le château de Rânes est une ancienne demeure, du XIVe siècle, remaniée à plusieurs reprises, qui se dresse sur le territoire de la commune française de Rânes, dans le département de l'Orne, en région Normandie. L'édifice est partiellement inscrit au titre des monuments historiques.

## Localisation
Le château est situé, dans le bourg, face à l'église Notre-Dame-de-l'Assomption, sur la commune de Rânes, dans le département français de l'Orne.

## Historique
L'imposant château bâti aux XIVe et XVe siècles et reconstruit au XVIIIe siècle et son donjon (au sommet duquel on pourrait reconnaitre — dans la pierre — l'empreinte du pied de la fée comme cela se rencontre dans d'autres demeures où ont résidé les d'Argouges : à Gratot (Manche) et au manoir d'Argouges à Vaux-sur-Aure (Calvados).
Français puis anglais et de nouveau français au moment de la guerre de Cent Ans, le château de Rânes, cité pour la première fois en 1372, reste pendant près de neuf siècles dans les mains de la même lignée — exception faite de la période allant de 1419 à 1450, pendant laquelle le roi Henri V d'Angleterre l'enlève à Samson II de Saint-Germain « rebelle », partisan du roi de France pour le donner à l'un de ses barons, adjoint de Talbot, gouverneur du château de Falaise : Guérard Hungh ou Gérard Huyn.
Il se transmet en effet — par successions masculines et mariages — dans les familles de Beaumont, de Méheudin, de Saint-Germain, d'Harcourt, de Pont-Bellenger, d'Argouges, de Montreuil, de Broglie, de Berghes-Saint-Winock.
En 1550, c'est Renée du Pont-Bellanger qui apporta la baronnie de Rânes à Jean d'Argouges. En 1670, Louis XIV érige la baronnie de Ranne en marquisat de Ranne [sic], au profit d'Henri d'Argouges.
Le château ayant été dévasté par un incendie en 1719, il est reconstruit et agrandi par Louis d'Argouges, marquis de Rannes, maréchal de camp des armées du Roi. À la Révolution française — contrairement à beaucoup de demeures aristocratiques —, il n'est pas ébranlé par la tourmente ; seule une partie des archives est brûlée le 25 juillet 1789. Le château est alors la possession du prince Victor-Amédée de Broglie.
Le XIXe siècle se passe sans convulsions, excepté le décès en 1871 — des suites de la bataille de Sedan — de l'aîné des châtelains : Pierre de Berghes. Le parc est redessiné « à l'anglaise ». 
Le XXe siècle a failli être fatal à la grande maison du bourg.
Elle perd d'abord son rang de demeure aristocratique, avec la mort en 1907 de Ghislain de Berghes, décédé sans postérité. Le château est alors vendu le 3 juin 1908 à des non-nobles, quoique officier et chevalier de la Légion d'honneur : MM. Richard et Bernard. Le commandant Charles Richard, puis son fils Claude, en restèrent propriétaires durant une quarantaine d'années.
En août 1944, le château échappe de peu à un « déluge » d'acier pendant les violents combats de la Libération durant lesquels une partie du bourg est ravagée par les bombes, les obus et les incendies qui causèrent la mort d'une cinquantaine d'habitants, dont certains dans les dépendances du château. En 1947, le château est de nouveau vendu ; la commune de Rânes l'acquiert. Les bâtiments sont réaménagés en mairie, caserne de gendarmerie, poste, perception, salle des fêtes, logements, etc. Le parc devient un jardin public polyvalent avec stade municipal, « piscine », hippodrome, camping, etc. L'antique château redevenant « le cœur de Rânes ».

## Description
Le château de Rânes se présente sous la forme d'un donjon carré à pans coupés de deux étages sur rez-de-chaussée, crénelé et à mâchicoulis, d'habitation en granit appareillé du début du XVe siècle élevé par Guillaume de Méheudin, au milieu d'une façade des XVIIe et XVIIIe siècles, flanquée de deux pavillons de la fin du XVe siècle, remanié au XVIIe siècle.

## Protection
Les façades et toitures sont inscrites au titre des monuments historiques par arrêté du 5 mai 1975.

## Visites
En 2020, sont ouverts au public :
- le musée de la préhistoire, le plus complet du département de l'Orne[réf. nécessaire] (l'entrée se fait par la cour d'honneur et comprend la visite de la tour-donjon du château) ;
- le grand parc arboré, vestige du parc de 120 hectares dessiné selon une tradition au XVIIe siècle par Le Nôtre, l'« architecte-jardinier » du château de Versailles. On y trouve le « Saut de loup » : large fossé, pratiqué dans le mur extérieur du parc (côté La Ferté-Macé) qui a parfois été pris — à tort — pour un reste de douves du château féodal du XVe siècle. En réalité, il a été aménagé, en même temps que le nouveau parc, pour prolonger la vue vers l'ouest, tout en empêchant une éventuelle intrusion. C'est l'architecte-paysagiste François Mansart qui, sous Louis XIII et Louis XIV, est à l'origine de cette technique paysagère aussi appelée « le ha-ha », que l'on retrouve dans d'autres demeures, dont Versailles. La grande pièce d'eau, fréquentée par les jeunes pêcheurs, est aménagée en baignade (la « piscine » des années 1950). Le parc s'anime lors des jours de match de football, de courses hippiques, de la fête patronale du 15 août ou de feux d'artifice.

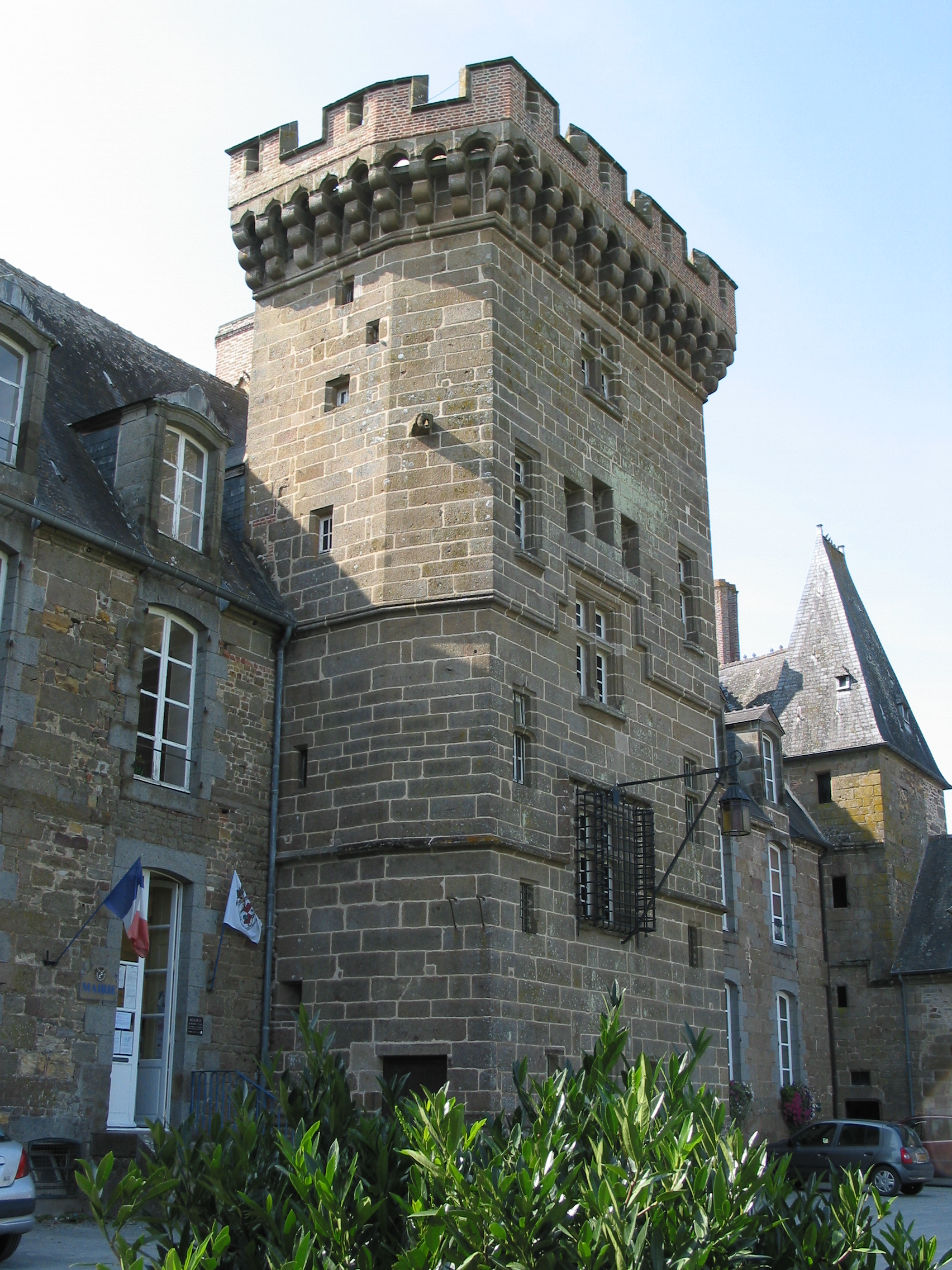
Le donjon.
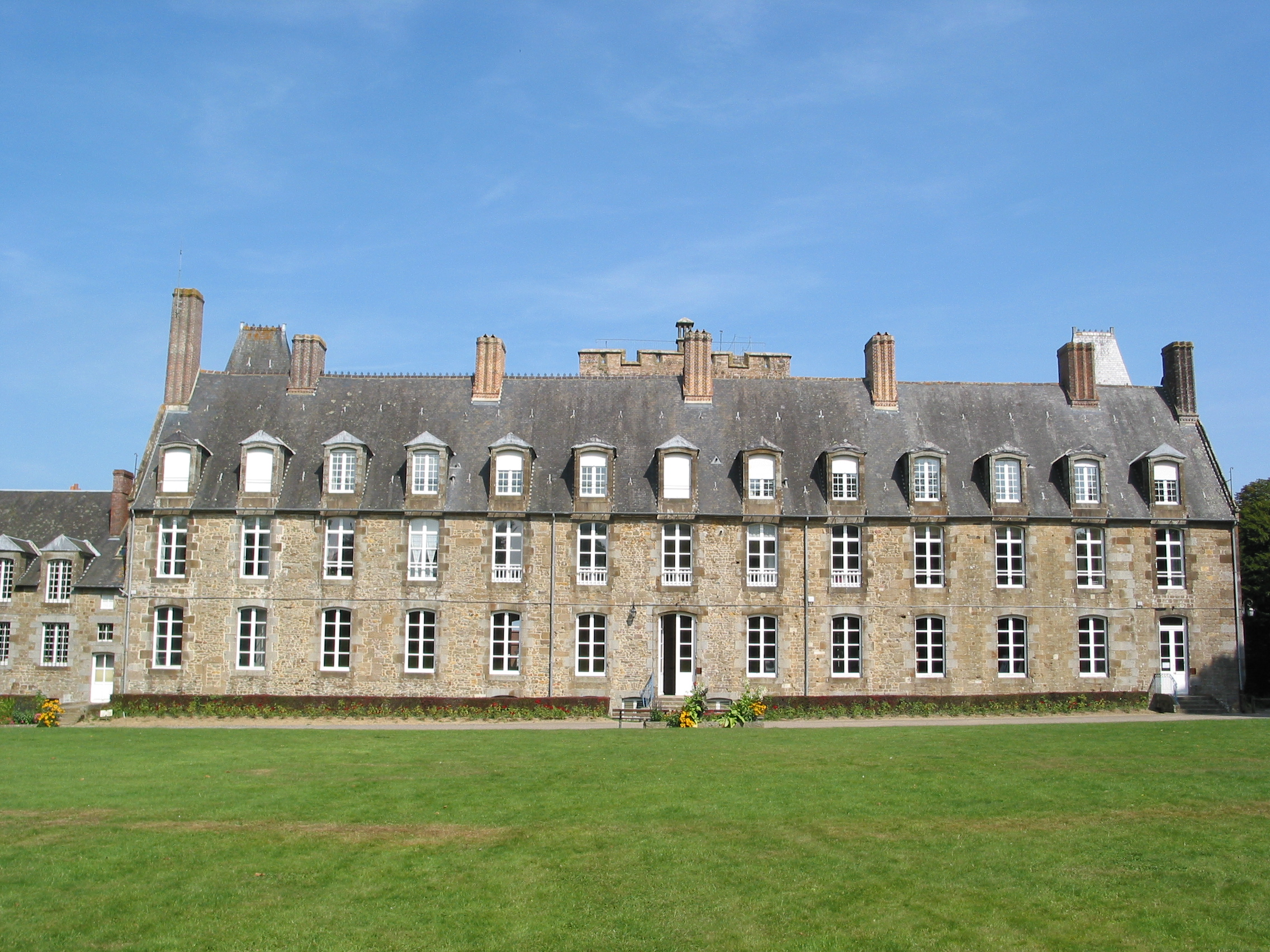
La façade occidentale.
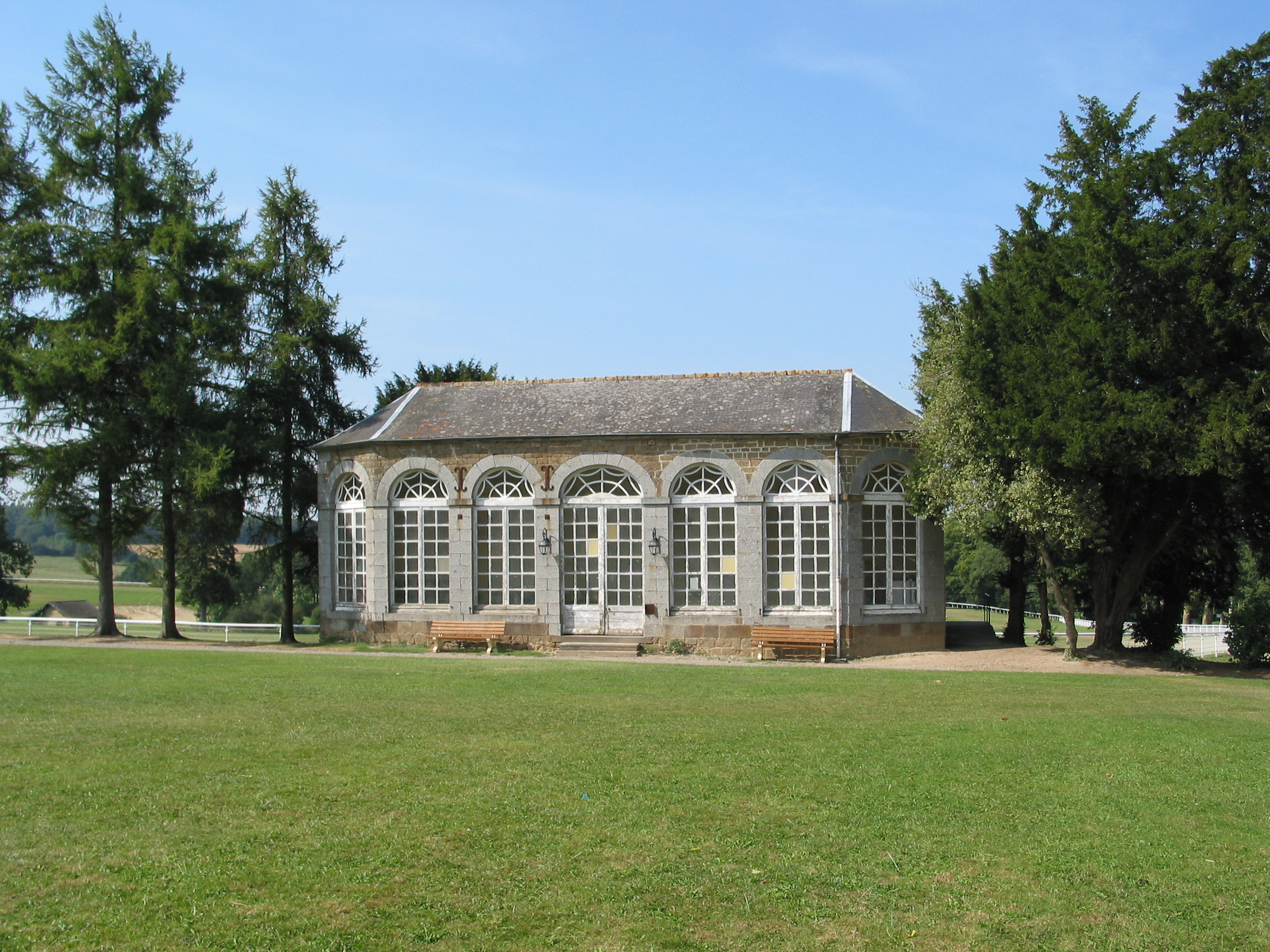
L'ancienne orangerie.
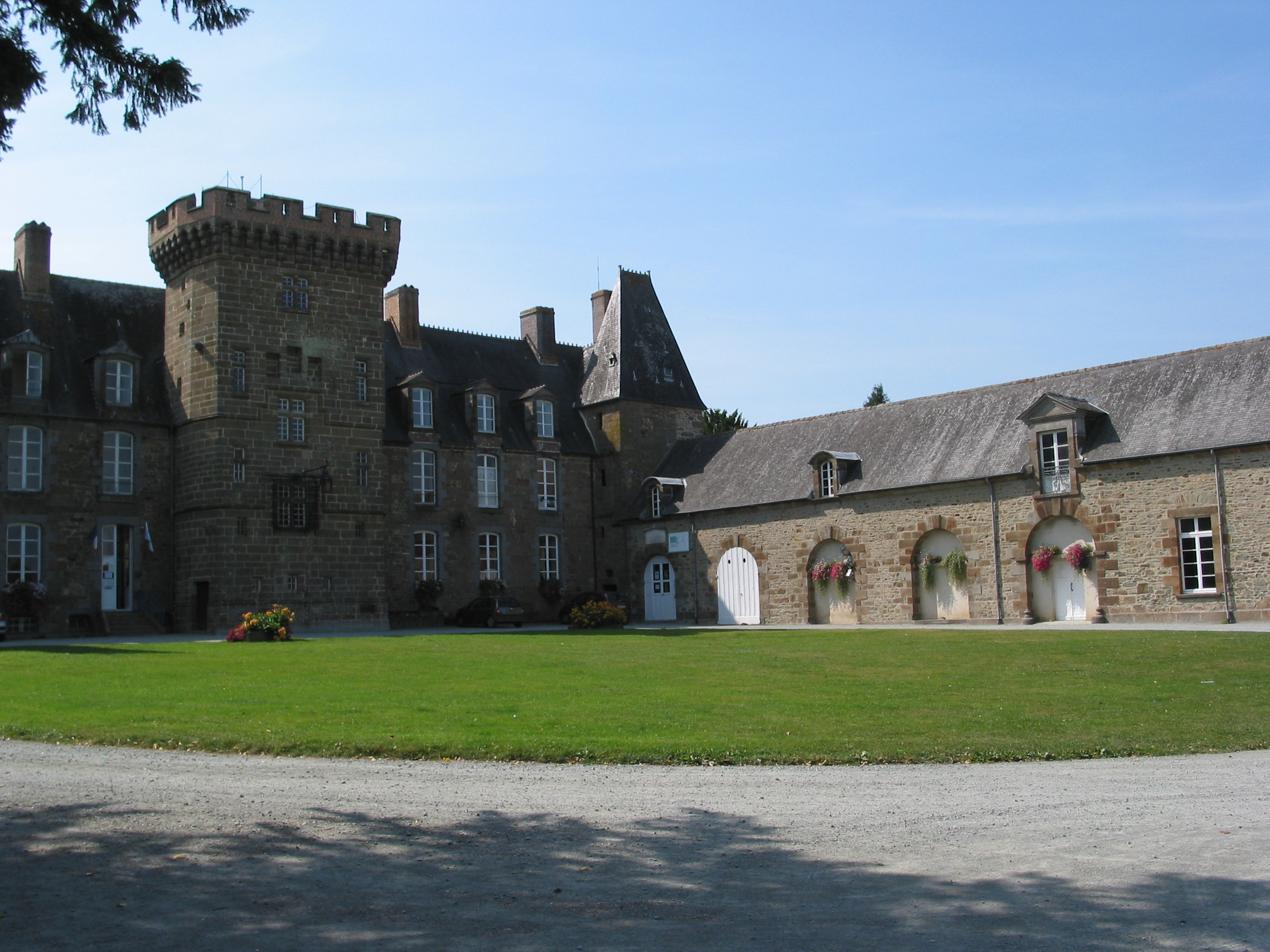
L'aile droite.